# Pelin
Pelin (Bulgaars: Пелин) is een dorp in Bulgarije. Het is gelegen in de gemeente Kroemovgrad in de oblast Kardzjali. Het dorp ligt hemelsbreed 35 km ten zuidoosten van de stad Kardzjali en 241 km van de hoofdstad Sofia.

## Bevolking
Op 31 december 2020 telde het dorp Pelin 593 inwoners, een stijging ten opzichte van de voorafgaande volkstellingen.
| Bevolkingsontwikkeling tussen 1934 en 2020          |
| --------------------------------------------------- |
|                                                     |
| Bron: Nationaal Statistisch Instituut van Bulgarije |

Het dorp wordt uitsluitend bewoond door etnische Turken. In 2011 identificeerden alle 504 ondervraagden zichzelf met de "Turkse etniciteit".
| Etnische samenstelling van de respondenten (2011) | Etnische samenstelling van de respondenten (2011) | Etnische samenstelling van de respondenten (2011) | Etnische samenstelling van de respondenten (2011) | Etnische samenstelling van de respondenten (2011) |
| ------------------------------------------------- | ------------------------------------------------- | ------------------------------------------------- | ------------------------------------------------- | ------------------------------------------------- |
|                                                   |                                                   |                                                   |                                                   |                                                   |
| Bulgaren                                          | Bulgaren                                          |                                                   | 0,0%                                              | 0,0%                                              |
| Turken                                            | Turken                                            |                                                   | 100,0%                                            | 100,0%                                            |
| Roma                                              | Roma                                              |                                                   | 0,0%                                              | 0,0%                                              |
| Anders/Onbekend                                   | Anders/Onbekend                                   |                                                   | 0,0%                                              | 0,0%                                              |

Het dorp Pelin heeft een jonge leeftijdsopbouw. Het aandeel van de bevolking tussen 0 en 14 jaar was in 2011 ongeveer 43,5% (219 personen), tussen 15 en 64 jaar 52,8% (266 personen) en ten slotte was 3,8% van de bevolking 65 jaar en ouder (19 personen).